# أنورثوزيت
الأنورثوزيت، هو صخر ناري جوفي خشن التبلور، يتميز بتركيبه المعدني الذي يتكوّن في معظمه من معدن البلاجيوكليز (بنسبة 90–100%)، مع نسبة ضئيلة من المعادن المافيكية (0–10%). ومن بين هذه المعادن المافيكية الأكثر شيوعًا: البيروكسين، الإلمينيت، المغنيتيت، والأوليفين.
تحظى الأنورثوسايتات بأهمية جيولوجية بالغة، إذ لا تزال آليات تكوّنها محلّ دراسة ولم تُفهم بالكامل حتى الآن. وتفترض معظم النماذج الجيولوجية أن تشكّلها يتم من خلال فصل بلورات البلاجيوكليز عن بقية مكونات الصهارة اعتمادًا على الكثافة. وبما أن بلورات البلاجيوكليز تكون عادةً أقل كثافة من الصهارة، فإنها تطفو أثناء التبلور داخل الحجرة الصهارية، وتتراكم في الطبقات العليا منها.

## الأنواع
يمكن تصنيف الأنورثوسايت الأرضي إلى خمسة أنواع رئيسية:
- أنورثوسايت الدهر السحيق.
- أنورثوسايت بروتيروزوي (ويُعرف أيضًا باسم الأنورثوسايت الكتلي) – وهو النوع الأكثر شيوعًا على سطح الأرض.[2]
- أنورثوسايت طبقي داخل تدخلات نارية طباقية (مثل تدخلات بوشفيلد وستيلووتر)
- أنورثوسايت عند حواف ظهر المحيط والفوالق التحولية
- أنورثوسايت على شكل كتل دخيلة (زينوليثات) ضمن صخور أخرى مثل الغرانيت، أو الكمبرلايت، أو البازلت

ويُعدّ النوعان الأولان (الأركي والبروتيروزوي) الأكثر شيوعًا، لكنهما يختلفان من حيث زمن التكوّن وظروف النشأة، ويُعتقد أن لكل منهما أصلًا جيولوجيًا مختلفًا.

### الأنورثوسايت القمري والمريخي
تشكل الأنورثوسايتات القمرية المناطق الفاتحة اللون على سطح القمر، وقد كانت موضعًا لأبحاث موسعة، خصوصًا بعد بعثات أبولو.
كما أُكِّد وجود أنورثوسايتات على سطح المريخ، وهي موضوع لبحوث مستمرة نظرًا لأهميتها في فهم التاريخ الجيولوجي للكوكب.